# Ganganakatte, Davanagere
Ganganakatte là một làng thuộc tehsil Davanagere, huyện Davanagere, bang Karnataka, Ấn Độ.